# Montlieu-la-Garde
Montlieu-la-Garde é uma comuna francesa na região administrativa da Nova Aquitânia, no departamento de Charente-Maritime. Estende-se por uma área de 31,60 km². Em 2010 a comuna tinha 1 241 habitantes (densidade: 39,3 hab./km²).